# Warwara Nikolajewna Panschina
Warwara Nikolajewna Panschina (russisch Варвара Николаевна Паньшина; englische Schreibweise Varvara Nikolaevna Panshina; * 11. Februar 2006) ist eine russische Tennisspielerin.

## Karriere
Panschina spielt bislang vor allem bei Turnieren der ITF Women’s World Tennis Tour, wo sie bisher einen Einzeltitel und zwei Titel im Doppel gewinnen konnte.

## Turniersiege

### Einzel
| Nr. | Datum        | Turnier   | Kategorie | Belag     | Finalgegnerin   | Ergebnis |
| --- | ------------ | --------- | --------- | --------- | --------------- | -------- |
| 1.  | 8. Juni 2025 | Taschkent | ITF W15   | Hartplatz | Vaishnavi Adkar | 6:2, 6:4 |

### Doppel
| Nr. | Datum           | Turnier             | Kategorie | Belag     | Partnerin            | Finalgegnerinnen                 | Ergebnis |
| --- | --------------- | ------------------- | --------- | --------- | -------------------- | -------------------------------- | -------- |
| 1.  | 1. Februar 2025 | Scharm asch-Schaich | ITF W15   | Hartplatz | Darja Chamuzjanskaja | Joy de Zeeuw Britt du Pree       | 7:5, 6:4 |
| 2.  | 8. Februar 2025 | Scharm asch-Schaich | ITF W15   | Hartplatz | Darja Chamuzjanskaja | Julija Stamatowa Anja Wildgruber | 6:2, 7:5 |